# Priesterseminar Leopoldinum
Das Priesterseminar Leopoldinum Heiligenkreuz (bis 30. Juni 2007 Collegium Rudolphinum) in Heiligenkreuz im Wienerwald (Niederösterreich) ist ein von der Österreichischen Bischofskonferenz errichtetes überdiözesanes Priesterseminar, das vom Zisterzienserstift Heiligenkreuz getragen wird. In ihm werden katholische Männer, die von einem Diözesanbischof oder Ordensoberen dorthin entsandt werden, für das Priestertum ausgebildet.

## Leopoldinum
- überdiözesane Gemeinschaft
- 33 Priesteramtskandidaten aus 20 verschiedenen (Erz-)Diözesen bzw. Ordensgemeinschaften (Stand: Oktober 2024)[1]

## Träger
Seit 1. Juli 2007 ist das Stift Heiligenkreuz unter der Aufsicht einer Kommission der Österreichischen Bischofskonferenz der Träger des Priesterseminars.

## Studienwege

### Magister der Theologie
- Voraussetzung: Matura
- Studienstatus: Ordentlicher Hörer
- Studiendauer: 10 Semester
- Studienort: Philosophisch-Theologische Hochschule Benedikt XVI.
- Abschluss: Magister Theologiae

### Pastoraler Lehrgang „Theologie im Dritten Bildungsweg“ Studienweg ohne Abitur (Matura)
- Voraussetzung: Realschulabschluss oder abgeschlossene Berufsausbildung mit Praxis im Beruf
- Studienstatus: Außerordentlicher Hörer
- Studiendauer: Vorbereitungslehrgang (1 Jahr) zzgl. 10 Semester
- Studienort: Philosophisch-Theologische Hochschule Benedikt XVI.
- Abschluss: Kirchlicher Abschluss (synodal). Möglichkeit zur Zulassung als Kandidat für die Diakonen- und Priesterweihe

## Geschichte und Entwicklung
1975 wurde der Ausbildungsort des im Bistum Regensburg gegründeten Opus Summi Sacerdotis von Schwaz in Tirol nach Heiligenkreuz verlegt. Im Stift Heiligenkreuz existierte bereits seit dem Jahr 1802 eine kirchlich und staatlich anerkannte Priesterausbildungstätte. Nach dem Tod des Bischofs Rudolf Graber erhielt das Studienhaus, dessen Alumnen an der Hochschule Heiligenkreuz studierten, den Namen Collegium Rudolphinum und blieb bis 2007 in der Trägerschaft des Bistums Regensburg. Nachdem dieses seine Absicht bekundet hatte, die Verantwortung abgeben zu wollen, beschloss die Österreichische Bischofskonferenz mit März 2007 die Weiterführung des Priesterseminars in der Trägerschaft des Stiftes Heiligenkreuz.
Am 19. Juni 2007 übergab Bischof Gerhard Ludwig Müller von Regensburg in einem Festakt die Verantwortung für das Collegium Rudolphinum an das Stift. Seither trägt das Institut, für das der Abt des Stiftes Heiligenkreuz die Verantwortung trägt, den Namen Überdiözesanes Priesterseminar Leopoldinum Heiligenkreuz. Die Bischöfe der (Erz-)Diözesen Wien, Graz und St. Pölten bilden eine beständige Kommission der Österreichischen Bischofskonferenz für das Leopoldinum.
Die Seminaristen des Leopoldinum werden von Diözesen oder Ordensgemeinschaft dorthin entsandt und studieren an der Hochschule Benedikt XVI. Heiligenkreuz.
Das Hochwasser im September 2024 verursachte in Heiligenkreuz verbreitet Überflutungen, auch von bewohntem Gebiet. Betroffen waren vor allem die Ortschaften Heiligenkreuz und Sattelbach, sowie auch das Priesterseminar Leopoldinum, die Katharinenkapelle und Teile der angrenzenden Hochschule.